# سيندي برغر (لاعبة كرة مضرب)
سيندي برغر (بالهولندية: Cindy Burger)‏ هي لاعب كرة مضرب هولندية، ولدت في 25 نوفمبر 1992 في Volendam ‏ في هولندا.

## وصلات خارجية
- سيندي برغر على موقع رابطة محترفات التنس (الإنجليزية)
- سيندي برغر على موقع الاتحاد الدولي لكرة المضرب (الإنجليزية)
- سيندي برغر على موقع كأس بيلي جين كينغ (الإنجليزية)
- سيندي برغر على موقع خلاصة التنس.كوم (الإنجليزية)
- سيندي برغر على موقع إي إس بي إن.كوم (الإنجليزية)